# Diego Penny
Diego Penny (ur. 22 kwietnia 1984 w Limie) – peruwiański piłkarz występujący na pozycji bramkarza w Universidad San Martín  .

## Kariera klubowa
Swoją piłkarską karierę Penny rozpoczynał w roku 2004 w zespole Coronel Bolognesi. Już w pierwszym sezonie spędzonym w tym klubie był podstawowym zawodnikiem, zaliczając 39 ligowych występów. W peruwiańskiej drużynie występował do roku 2008, po czym przeszedł do angielskiego Burnley. Łącznie w zespole Coronel Bolognesi zaliczył ponad 180 ligowych występów i wygrał również Clausurę w sezonie 2007.
W nowym zespole zadebiutował 9 sierpnia 2008 roku w przegranym 4:1 spotkaniu z Sheffield Wednesday. Był to jego jedyny występ w pierwszym sezonie. Wraz ze swoją drużyną Penny wywalczył awans do Premier League. W 2010 roku po rozegraniu 2 meczów w Burnley odszedł do Juan Aurich Chiclayo.

## Kariera reprezentacyjna
W latach 2006–2007 Penny zaliczył sześć występów w reprezentacji Peru.